# Il male veniva dal mare
Il male veniva dal mare è un romanzo di Giuseppe Conte, pubblicato dall'editore Longanesi nel 2013.

## Trama
Nel terzo decennio del XXI secolo, a Nizza, sulla Baia degli Angeli, un giovane cronista mezzo italiano e mezzo ashanti, Nyamé Kumasi, e il suo amico detto Marlon, un vecchio visionario senzatetto, scoprono all'alba sulla spiaggia il cadavere martoriato di una giovane donna. Subito dopo, compaiono in mare delle macchie luminescenti che si muovono a una impensabile velocità, e che soltanto più tardi appariranno come meduse di una specie sconosciuta. Le meduse hanno seguito la meganave Sirena, appena arrivata in porto.
A condurre le indagini sull'omicidio della donna è il commissario Cavallero, vicino di casa di Nyamé. Cavallero è un tipo disincantato, esperto e grande mangiatore di formaggi. Nemico giurato di ogni crimine sessuale, segue la pista di un maniaco. Ma quando è scoperta  cadavere sulla spiaggia una seconda ragazza somigliantissima alla prima e nel suo sangue viene  trovato veleno di medusa, Cavallero è costretto e dichiarare "colpevoli" quegli animali marini e a chiudere il caso.
Nyamé Kumasi e Asal Fortini, studentessa di biologia ribelle a tutti e a tutto, di cui Nyamé si innamora a prima vista, sono insoddisfatti della ricostruzione giudiziaria e vogliono andare a fondo sull'implicazione delle meduse negli episodi omicidi: i due cominciano così a svolgere una loro indagine parallela. Nyamé incontra Pucci Pastore, un uomo leggero, amante delle donne, che è stato l'ultimo comandante della meganave Sirena; Asal, invece, conosce il Presidente Arcano, che della meganave Sirena è armatore, ed è anche un maniacale collezionista d'arte, perduto nei labirinti di tante ossessioni. La loro indagine li porta sempre più vicino al segreto terribile di quelle meduse e della loro presenza nella Baia degli Angeli, da cui nessuno riesce a scacciarle: quegli organismi acquatici appaiono finalmente come esseri alieni, provenienti dal fondo del mare e da lontanissime galassie, dotate di una intelligenza superiore a quella degli umani, e che comunicano alla velocità del pensiero. La loro volontà di salire in terraferma per vendicarsi del male che gli uomini infliggono al mare e al pianeta le spinge a un contatto con Asal, pronta a ogni eccesso e a ogni ribellione. Nyamé assiste impotente alla mutazione di Asal, ne conosce gli esiti spaventosi, continua a cercarla e ad amarla, e nel prosieguo della narrazione ci si rende conto che la loro ricerca privata e l'intento narrativo del romanzo sono andati oltre il giallo e l'amore per la biologia e la Natura: sono arrivati ad esplorare i meandri del male e della debolezza umana.